# Társadalmi tudat
A társadalmi tudat a marxista filozófia, azaz a dialektikus és történelmi materializmus fogalma, amely az objektív világnak a társadalmi lét gyakorlati folyamatában kialakult tükrözését foglalja magában. A társadalmi tudat legfontosabb megnyilvánulási formái többek között a politikai ideológia, a jogtudat, az erkölcs, a vallás, a tudomány, a művészet, és maga a filozófia is.

## Társadalmi és egyéni tudat
A társadalmi tudat a köznapi egyéni, az objektív világot közvetlenül visszatükröző tudattól eltérően rendszerezettebb, közösségi, elméleti gondolkodáson alapul. A társadalmi tudat rendkívül sokféle formában jelenik meg, ezzel is tárgyának, a természetnek és a társadalomnak a sokféleségét tükrözi. A visszatükrözött objektum sajátosságai szerint a tükrözés módszerei, sajátosságai is meglehetősen különbözőek lehetnek (tudományos fogalom, erkölcsi norma, művészi ábrázolás, vallásos dogma).
A társadalmi tudat fejlődése is történeti jellegű. A tudomány csak akkor jött létre, amikor az empirikus ismeretek, a tapasztalatok egyszerű felhalmozása és továbbadása már nem volt elegendő a társadalom szükségleteinek kielégítésére; a politikai és jogi nézetek, ezek rendszerei akkor alakultak ki, amikor már létrejött az állam, és megteremtődtek az ilyen igények.